# Clidemia alternifolia
Clidemia alternifolia är en tvåhjärtbladig växtart som beskrevs av John Julius Wurdack. Clidemia alternifolia ingår i släktet Clidemia och familjen Melastomataceae. Inga underarter finns listade i Catalogue of Life.